# Song Won-seok
Song Won-seok (en hangul, 송원석), es un actor y modelo surcoreano.

## Carrera
Es miembro de la agencia "Starhaus Entertainment".
El 1 de octubre del 2015 se unió al grupo "One O One" (101) junto a Ahn Hyo-seop, Kwak Si-yang y Kwon Do-kyun, el cual lanzó el sencillo «Love You» en octubre de 2015, seguido de «Stunning» en noviembre del mismo año.
En marzo del 2017 se unirá al elenco recurrente de la serie My Father is Strange donde dio vida a Park Young-hee, el hermano de Park Chul-soo (Ahn Hyo-seop).
En agosto del mismo año se unió al elenco principal de la serie Dal Soon's Spring donde interpretó a Jung Yoon-jae, hasta el final de la serie en febrero del 2018.
En marzo del 2018 se unió al elenco recurrente de la serie Switch (también conocida como "Switch: Change the World") donde dio vida al gerente Kim del club Namsan.
En septiembre del mismo año se unió al elenco recurrente de la serie My Only One donde interpretó a Lee Tae-poong, un empleado de la panadería.
En el 2019 realizó una aparición especial en la serie Left-Handed Wife donde dio vida a Lee Soo-ho, el exesposo de Oh San-ha (Lee Soo-kyung).
En junio del mismo año se unió al elenco principal de la serie Joseon Survival (también conocida como "Joseon Survival Period") donde interpretó a Im Kkeok-jeong, un joven ingenioso y atractivo con un gran físico.
En noviembre del mismo año se unió al elenco principal de la serie Never Twice donde interpretó a Kim Woo-jae, un jugador de golf que vive en la habitación número 3 del Paradise Inn, hasta el final de la serie el 7 de marzo del 2020.

## Filmografía

### Series de televisión
| Año     | Título                    | Personaje      | Notas                   | Ref.          |
| ------- | ------------------------- | -------------- | ----------------------- | ------------- |
| 2012    | Arang and the Magistrate  | Seok a Chugi   |                         |               |
| 2014    | Into the Flames           | -              |                         |               |
| 2014    | Bad Guys                  | -              |                         |               |
| 2016    | Banana Actually 2         | -              | Serie web, 12 episodios |               |
| 2016    | Entourage                 | Modelo         |                         |               |
| 2016    | First Love Again          | -              |                         |               |
| 2017    | Swan                      | Han Hyein-tae  | Serie web, 10 episodios |               |
| 2017    | My Father is Strange      | Park Young-hee |                         |               |
| 2017-18 | Dal Soon's Spring         | Jung Yoon-jae  | 129 episodios           |               |
| 2018    | Switch                    | Gerente Kim    |                         |               |
| 2018    | Sweet and Salty Office    | Lee Ji-yong    | 10 episodios            |               |
| 2018-19 | My Only One               | aLee Tae-poong |                         |               |
| 2019    | Left-Handed Wife          | Lee Soo-ho     |                         |               |
| 2019    | Joseon Survival           | Im Kkeok-jeong | 16 episodios            |               |
| 2019-20 | Never Twice               | Kim Woo-jae    | 72 episodios            |               |
| 2021    | Lovers of the Red Sky     | Moo Young      |                         | [ 8 ]         |
| 2021    | One the Woman             | Han Seong-woon |                         |               |
| 2022    | Propuesta laboral         | Lee Min-woo    |                         | [ 9 ] [ 10 ]  |
| 2024    | No hay amor desinteresado | Ahn Woo-jae    |                         | [ 11 ] [ 12 ] |

### Películas
| Año  | Título                 | Personaje | Notas                                            |
| ---- | ---------------------- | --------- | ------------------------------------------------ |
| 2012 | Dancing Queen (댄싱퀸) | -         | junto a Hwang Jung-min, Uhm Jung-hwa y Ra Mi-ran |

### Programas de variedades
| Año  | Título                                    | Notas                    |
| ---- | ----------------------------------------- | ------------------------ |
| 2015 | Hitchhiker's Hitching                     |                          |
| 2015 | Time Out                                  |                          |
| 2016 | Saturday Night Live Korea (SNL Korea 7)   | (ep. #1-18) - miembro    |
| 2019 | Law of the Jungle in Lost Jungle & Island | (ep. #368-372) - miembro |

### Aparición en videos musicales
| Año  | Artista       | Canción          | Notas |
| ---- | ------------- | ---------------- | ----- |
| 2012 | Ulala Session | "Nothing Left"   |       |
| 2016 | Dal Shabet    | "Someone like U" |       |

### Anuncios
| Año  | Título           | Notas |
| ---- | ---------------- | ----- |
| 2013 | LG Optimus G     |       |
| 2013 | LG Tromm         |       |
| 2014 | LG U+            |       |
| 2014 | Hite             |       |
| 2014 | TOYOTA           |       |
| 2014 | Levi's           |       |
| 2014 | Galaxy Swarovski |       |
| 2015 | Chevrolet        |       |
| 2015 | Shinhan Card     |       |
| 2015 | Suntory Beer     |       |

## Premios y nominaciones
| Año  | Categoría                                                   | Premio               | Trabajo       | Resultado |
| ---- | ----------------------------------------------------------- | -------------------- | ------------- | --------- |
| 2021 | Best Supporting Actress in a Miniseries Genre/Fantasy Drama | 2021 SBS Drama Award | One the Woman | Ganó      |